# کلاودیو سالا

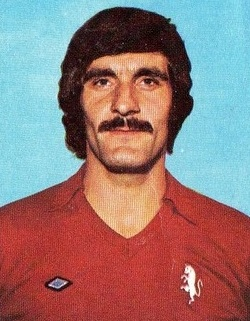
کلاودیو سالا

کلاودیو سالا (به ایتالیایی: Claudio Sala) بازیکن فوتبال و اهل ایتالیا است که از سال ۱۹۷۱ میلادی عضو تیم ملی فوتبال ایتالیا بوده و در ۱۸ بازی ملی حضور داشته‌است. او در بازی‌های ملی‌اش گلی به ثمر نرساند.
کلاودیو سالا آخرین بازی ملی خود را در سال ۱۹۷۸ میلادی انجام داد.